# Fekete-tengeri Tanácsköztársaság
A Fekete-tengeri Tanácsköztársaság (1918. március–május) az Orosz Szovjet Szocialista Szövetségi Köztársaság egyik tagállama volt, közvetlen utóda a Fekete-tengeri kormányzóságnak. Székhelye Novorosszijszk volt. 1918. május 30-án összevonták a Kubáni Tanácsköztársasággal, ezzel létrehozva a Kubáni-fekete-tengeri Tanácsköztársaságot.

## Fordítás
Ez a szócikk részben vagy egészben  a   Black Sea Soviet Republic című angol Wikipédia-szócikk ezen változatának fordításán alapul.  Az eredeti cikk szerkesztőit annak laptörténete sorolja fel. Ez a jelzés csupán a megfogalmazás eredetét és a szerzői jogokat jelzi, nem szolgál a cikkben szereplő információk forrásmegjelöléseként.